# 大寨村
大寨村（だいさい-そん）は中華人民共和国山西省昔陽県大寨鎮に位置する村。1964年に「工業は大慶に学べ」とともに提唱された「農業は大寨に学べというスローガンのもと、集団農業の模範として中国政府による政治宣伝活動に用いられた。

## 概要
大寨は太行山脈虎頭山麓に位置する。村名は宋代、宋軍がこの地において遼の軍隊を攻撃したことに由来する。人口は全村で160世帯510人余り。広さは東西に約2km、南北の幅は約1km、総面積は約1.88km2、海抜1162.6m。全村すべてで700畝以上であった、しかし山の尾根や谷による土地の悪さから村は4千8百以上に分断され、その劣悪な地形は俗に「七溝八梁一面坡（沢山の谷に尾根そして一面の坂）」といわれた。1年で霜の降りないのは5ヶ月余り、10年の内9年は旱魃に見舞われ1畝平均で70から80斤（1斤＝500グラム）と自然環境は非常に劣悪であった。

## 大寨の歴史

### 改革開放前
1946年互助組が成立、1952年陳永貴が大寨村の党支部書記に就任すると、翌年に農業生産合作社を設立、人民公社設立運動に際しては1958年に先駆けて設置している。この期間中、陳永貴の指導の下、村民は山の下から土を運搬し人工の棚田を築き上げた。平均一人当たりの土や石の運搬量は1000m3に上り、土は80万担を越えた（1担＝約50kg以上）。一人につき年平均、石を880担以上。糞、農作物を10万斤。1964年2月10日、人民日報の新華社通信記者によるレポート「大寨之路」に大寨村の事柄が掲載され、あわせて社説「用革命精神建設山区的好榜様」（革命的精神を以て模範的農村を建設する）が発表された。中国人民に大寨の精神を学習せよと呼びかけ、中国において自力更生の象徴として「大寨に学べ」という運動が勃興するに至った。

### 改革開放後
改革開放後、中国の経済は計画経済から市場経済に転換し、大寨も省・県・市の三段階による所有制度、部隊を基礎とした人民公社体制から世帯生産請負責任制へと徐々に移行した。1983年大寨は農業生産責任制を実行し、村営企業を設立し、個人も養殖業や運輸業を始めた。1992年大寨経済開発総公司が設立され、年産10万トンのセメント会社となった。それと並行して十数個の企業が発展した。大寨村の総生産額は1978年の18.56万元から1992年の327万元、2005年には大寨の経済総収入は11600万元を越え、年一人当たり平均收入は5500元となった。大寨の経済総収入の内、農業収入が占める割合は0.3%、工業收入は56%、流通業10%、サービス業と旅行業は30%を占め、二十年の発展の結果大寨は既に「政治のブランド」から「経済のブランド」への脱皮に成功したといえる。

## 大寨の中国農業への影響
農業は大寨に学べ運動は全国農村の基本建設に大きな影響を与えた。しかし中国共産党中央の行き過ぎた宣伝の下、中国農村では黄土を他の場所に移したり、人造の平原を作るなどのプロジェクトなど一部のリーダー幹部が業績の向上のため言われるままに従い、中国の自然環境に大きな打撃を与えることとなった。